# Georges Monca
Georges Monca, nato Georges Jean Baptiste Monca (Sèvres, 23 ottobre 1867 – Parigi, 26 dicembre 1939), è stato un regista, sceneggiatore e attore francese.

## Biografia
Nato a Sèvres nel 1867, lavorò per la Pathé e diresse quasi quattrocento film. Fu regista di film comici, collaborando alle serie che avevano come protagonista il personaggio di Boireau con André Deed e di Rigadin con Charles Prince.

### Dati anagrafici
I suoi dati anagrafici sono controversi perché si rifanno a due Georges Monca differenti, padre e figlio. Pur con diversi e motivati dubbi, la wiki francese abbraccia la tesi di un René Louis Georges Monca (il figlio) nato il 5 agosto 1889 e morto nel gennaio 1940, mentre sia IMDb che Les Gens du Cinema (quest'ultima si documenta con gli atti di nascita e di morte di Georges Jean Baptiste Monca, il padre), portano la data della nascita a Sèvres nel 1867. Un necrologio (in data 14 gennaio 1940) annuncia la morte del regista che, di conseguenza, parrebbe morto in gennaio.
Altri necrologi nella stessa pagina si rifanno però a date precedenti all'uscita del giornale che potrebbe riportare in ritardo la notizia della morte (documentata) di Georges Jean Baptiste avvenuta verso la fine di dicembre del 1939 (estratto del decesso nº15/4256/1939, controllata da Les Gens du Cinema in data 25 febbraio 2014). A meno di non prendere in considerazione che ambedue i Monca potrebbero aver lavorato come registi, a confermare che Georges Monca ha più probabilità di essere Jean Baptiste (il padre), è un cortometraggio che appare nella sua filmografia e che risale al 1897, data in cui René Louis (il figlio) aveva solo otto anni.

## Filmografia parziale

### Regista
- Un drame dans la montagne - cortometraggio (1897)
- Un monsieur qui suit les dames - cortometraggio (1906)
- Les Apprentissages de Boireau, co-regia di Albert Capellani - cortometraggio (1907)
- La Jolie dactylographe - cortometraggio (1908)
- À cache-cache - cortometraggio (1908)
- Boireau a mangé de l'ail - cortometraggio (1908)
- Le Manuel du parfait gentleman - cortometraggio (1908)
- Les Deux modèles - cortometraggio (1908)
- Une douzaine d'oeufs frais - cortometraggio (1908)
- Fritt et Plock détectives - cortometraggio (1908)
- Boireau - Consentement forcé - cortometraggio (1908)
- L'Armoire normande - cortometraggio (1908)
- Boireau - Deux vieux amis de collège - cortometraggio (1908)
- Le Foulard merveilleux, co-regia di Albert Capellani - cortometraggio (1908)
- Semelles de caoutchouc - cortometraggio (1908)
- Un coeur trop enflammable - cortometraggio (1908)
- Rigadin et l'escalope de veau - cortometraggio (1910)
- Rigadin pêche à la ligne - cortometraggio (1911)
- L'Ombrelle - cortometraggio (1911)
- Rigadin n'aime pas le vendredi 13 - cortometraggio (1911)
- La Doctoresse - cortometraggio (1911)
- Rigadin a l'âme sensible - cortometraggio (1911)

### Attore
- Le roman d'un malheureux, regia di Lucien Nonguet - cortometraggio (1908)
- Victime de sa probité, regia di Lucien Nonguet - cortometraggio (1908)
- Les Débuts de Max au cinéma, regia di Louis J. Gasnier e Max Linder - cortometraggio (1910)